# Amytornis ballarae
Amytornis ballarae là một loài chim trong họ Maluridae.